# Lymantria serva
Lymantria serva är en fjärilsart som beskrevs av Fabricius 1793. Lymantria serva ingår i släktet Lymantria och familjen tofsspinnare. Inga underarter finns listade i Catalogue of Life.

## Bildgalleri

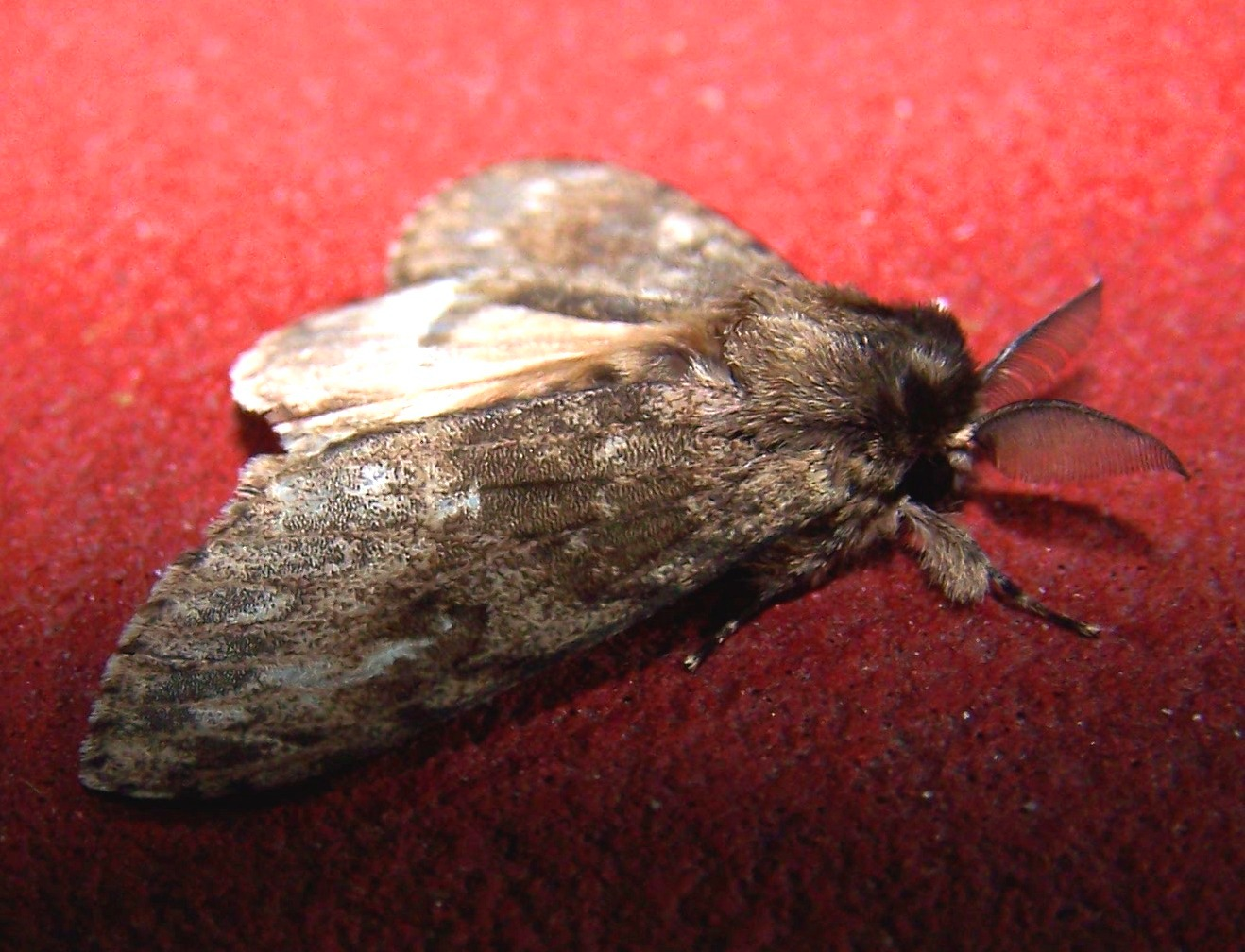